# Rhipidocladum panamense
Rhipidocladum panamense är en gräsart som beskrevs av Richard Walter Pohl. Rhipidocladum panamense ingår i släktet Rhipidocladum och familjen gräs. Inga underarter finns listade i Catalogue of Life.